# Liste der Nummer-eins-Hits in Spanien (1975)
Diese Liste enthält alle Nummer-eins-Hits in Spanien im Jahr 1975. Es gab in jenem Jahr 11 Nummer-eins-Singles.

| | Liste der Nummer-eins-Hits in Spanien | Liste der Nummer-eins-Hits in Spanien | Liste der Nummer-eins-Hits in Spanien     | 1976 →                    |
| \| Zeitraum \| Wo. ges. \| Interpret \| Titel Autor(en) \| Zusätzliche Informationen \| \| (Zeitraum, Wochen auf Platz eins, Interpret, Titel, Autor[en], zusätzliche Informationen) \| \| \| \| \| \| ----------------------------------------------------------------------------------------- \| -------- \| ---------------------- \| ----------------------------------------- \| ------------------------- \| \| 23. Dezember 1974 – 27. April 1975 18 Wochen \| 18 \| Manolo Otero \| Todo El Tiempo Del Mundo \| – \| \| 28. April 1975 – 8. Juni 1975 6 Wochen \| 6 \| Bimbo Jet \| El Bimbó \| – \| \| 9. Juni 1975 – 22. Juni 1975 2 Wochen \| 2 \| Barry White \| You’re the First, the Last, My Everything \| – \| \| 23. Juni 1975 – 24. August 1975 9 Wochen (insgesamt 13) \| 13 \| Richard Cocciante \| Bella Sin Alma \| – \| \| 25. August 1975 – 5. Oktober 1975 6 Wochen \| 6 \| Camilo Sesto \| Melina \| – \| \| 6. Oktober 1975 – 19. Oktober 1975 2 Wochen \| 2 \| Morris Albert \| Feelings \| – \| \| 20. Oktober 1975 – 16. Oktober 1975 51 Wochen (insgesamt 13) \| 13 \| Richard Cocciante \| Bella Sin Alma \| – \| \| 17. November 1975 – 23. November 1975 1 Woche \| 1 \| George Baker Selection \| Paloma blanca George Baker \| – \| \| 24. November 1975 – 30. November 1975 1 Woche \| 1 \| Nathalie et Christine \| Femmes \| – \| \| 1. Dezember 1975 – 7. Dezember 1975 1 Woche \| 1 \| Van McCoy \| The Hustle Van McCoy \| – \| \| 8. Dezember 1975 – 15. Februar 1976 10 Wochen \| 10 \| Lolita \| Amor, amor \| – \| |                                       |                                       |                                           |                           |
| |                                       |                                       |                                           | → 1976 →                  |
| Zeitraum | Wo. ges.                              | Interpret                             | Titel Autor(en)                           | Zusätzliche Informationen |
| (Zeitraum, Wochen auf Platz eins, Interpret, Titel, Autor[en], zusätzliche Informationen) |                                       |                                       |                                           |                           |
| 23. Dezember 1974 – 27. April 1975 18 Wochen | 18                                    | Manolo Otero                          | Todo El Tiempo Del Mundo                  | –                         |
| 28. April 1975 – 8. Juni 1975 6 Wochen | 6                                     | Bimbo Jet                             | El Bimbó                                  | –                         |
| 9. Juni 1975 – 22. Juni 1975 2 Wochen | 2                                     | Barry White                           | You’re the First, the Last, My Everything | –                         |
| 23. Juni 1975 – 24. August 1975 9 Wochen (insgesamt 13) | 13                                    | Richard Cocciante                     | Bella Sin Alma                            | –                         |
| 25. August 1975 – 5. Oktober 1975 6 Wochen | 6                                     | Camilo Sesto                          | Melina                                    | –                         |
| 6. Oktober 1975 – 19. Oktober 1975 2 Wochen | 2                                     | Morris Albert                         | Feelings                                  | –                         |
| 20. Oktober 1975 – 16. Oktober 1975 51 Wochen (insgesamt 13) | 13                                    | Richard Cocciante                     | Bella Sin Alma                            | –                         |
| 17. November 1975 – 23. November 1975 1 Woche | 1                                     | George Baker Selection                | Paloma blanca George Baker                | –                         |
| 24. November 1975 – 30. November 1975 1 Woche | 1                                     | Nathalie et Christine                 | Femmes                                    | –                         |
| 1. Dezember 1975 – 7. Dezember 1975 1 Woche | 1                                     | Van McCoy                             | The Hustle Van McCoy                      | –                         |
| 8. Dezember 1975 – 15. Februar 1976 10 Wochen | 10                                    | Lolita                                | Amor, amor                                | –                         |

Siehe auch: Nummer-eins-Hits 1975 in  Australien, Belgien, Deutschland, Finnland, Frankreich, Irland, Italien, Japan, Kanada, Neuseeland, den Niederlanden, Norwegen, Österreich, Schweden, der Schweiz, den Vereinigten Staaten und im Vereinigten Königreich.